# ناثان ريد
ناثان ريد هو مخترع ومحامي وقاضي وسياسي أمريكي، ولد في 2 يوليو 1759 في Warren, Massachusetts ‏ في الولايات المتحدة، وتوفي في 20 يناير 1849 في بلفاست في الولايات المتحدة. نشط حزبياً في الحزب الفيدرالي الأمريكي. وقد انتخب عضو مجلس النواب الأمريكي ‏.

## وصلات خارجية
- ناثان ريد على موقع الموسوعة البريطانية (الإنجليزية)